# Kate Ryan

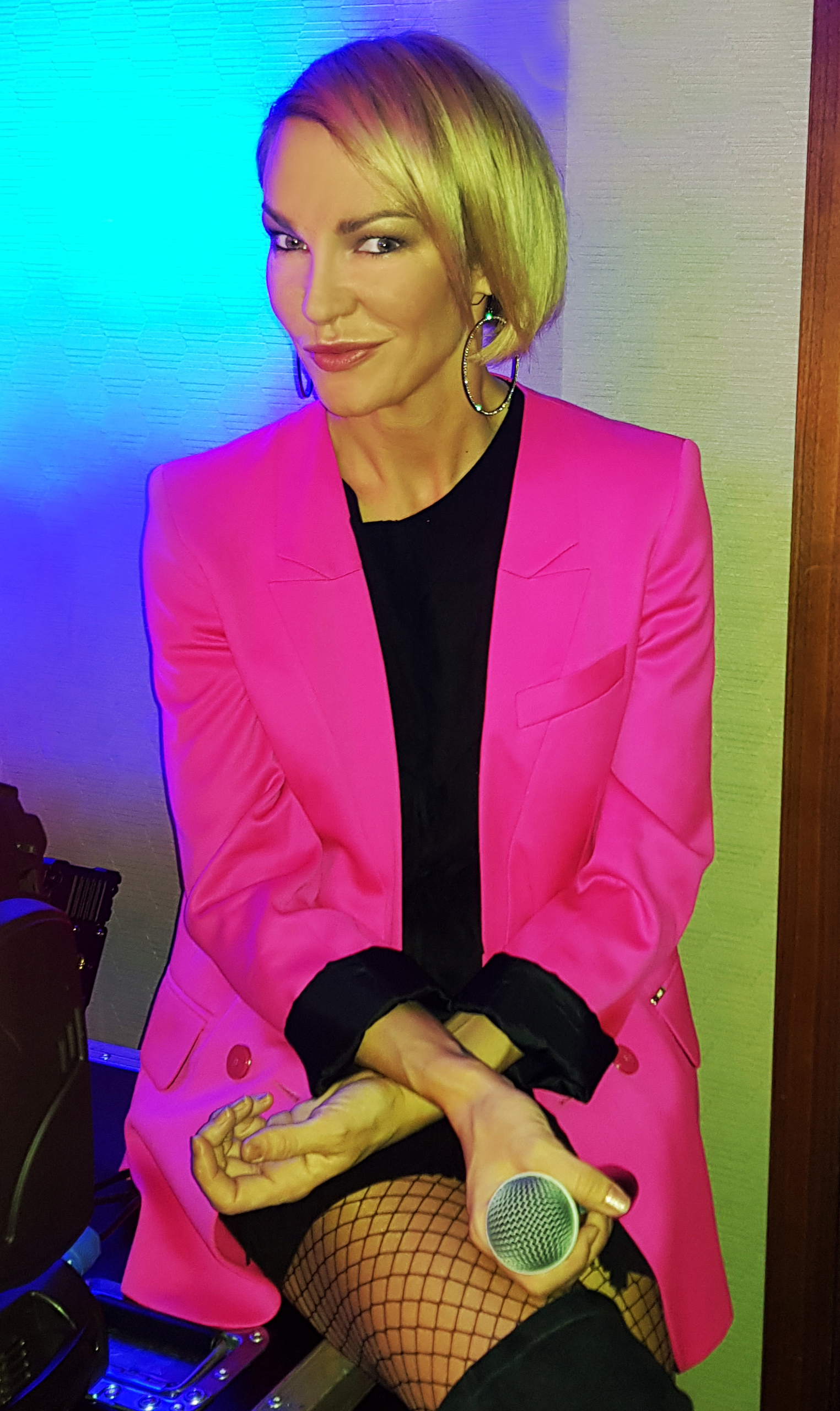
Kate Ryan (2017)

Kate Ryan (* 22. Juli 1980 in Tessenderlo, Belgien als Katrien Verbeeck) ist eine belgische Sängerin. Sie ist vor allem im Dance-Bereich aktiv. Bis heute ist sie vor allem in ihrem Heimatland erfolgreich mit etwa neun Top-10-Singles (von insgesamt vierzehn dort veröffentlichten), darunter auch zwei Nummer-eins-Singles (unter anderem auch der belgische Beitrag zum Eurovision Song Contest 2006) und fünf mit Edelmetall ausgezeichnete. Kommerzielle Erfolge hatte sie zudem in Litauen, Bulgarien, Estland, Skandinavien (überwiegend Schweden) sowie in Polen, Deutschland, Österreich, Spanien, Slowenien, in den Niederlanden und in der Schweiz.

## Leben und Karriere
Ryan wuchs in einer musikalischen Familie auf und beherrschte bereits in jungen Jahren Gitarre und Klavier. Damals betrieben ihre Eltern ein Café, in dem sie Lieder von Alanis Morissette, 4 Non Blondes, den Pointer Sisters und Aretha Franklin auf dem Klavier oder auf der Gitarre interpretierte. So wurde sie sehr schnell in ihrem Heimatort bekannt.
1998 nahm Ryan mit einem flämischen Produzenten ein Album auf, das weder veröffentlicht noch bezahlt wurde. Als Entschädigung sollte sie als Frontfrau eines Popprojektes fungieren, was sich ebenfalls nicht realisierte.

### 2000–2001: Anfänge im Musikgeschäft
2000 traf Ryan bei einem ihrer zahlreichen Auftritte auf den belgischen Produzenten Phil Wilde. Dieser sah in ihr ein großes gesangliches Talent und nahm sie unter Vertrag. Wildes Arbeitspartner Andy Janssens nahm wenig später mit Ryan den Song Scream for More im Genre der Dance Music auf. Der Text handelt von der Begegnung zwischen Ryan und Wilde. Zur Promotion wurden zuerst Vinyls an Diskotheken versandt, einige Liveauftritte und ein einfacher Videoclip folgten. Im April 2001 stieg dann die durch EMI-Belgien veröffentlichte Single in die flämischen Singlecharts ein und erreichte wenige Wochen später Platz 9. Die Single wurde auch in einigen anderen Ländern veröffentlicht, allerdings ohne großen Erfolg. Im Oktober desselben Jahres erschien die zweite Single mit dem Titel UR (My Love), war zwar kommerziell nicht sehr erfolgreich, stieg allerdings in den flämischen Dancecharts in die Top 10 ein.
Einen Monat später erlitt Ryan einen Schicksalsschlag: ihre 42-jährige Mutter starb nach einer monatelangen Krebserkrankung.
Ende 2001 nahm Ryan gemeinsam mit den vier flämischen Sängerinnen Esther, Linda Mertens (beide Milk Inc.), Maaike Mons (The Quest) und Pascale Feront (Absolom) eine Coverversion des im Original von der britischen Girlgroup Eternal stammenden Songs Oh Baby I auf, welche in Belgien auch als Single veröffentlicht wurde.

### 2002–2003: Internationaler Durchbruch
Im Frühjahr 2002 wurde zunächst eine Coverversion von Désenchantée aufgenommen, einem in Frankreich und Belgien zu Beginn der 1990er-Jahre sehr erfolgreichen Titel der französischen Sängerin Mylène Farmer. Der Song erschien Ende März desselben Jahres schließlich in Belgien, stieg auf Platz 10 in Flandern ein und stand zwei Wochen später auf Platz 1, ebenso wie in den Dancecharts. Mit einem Mal zählte Ryan zu den gefragtesten Musikkünstlern in ihrem Heimatland. Auch der Videoclip, der in Brüssel unter Leitung von Peter van Eyndt, der bereits für den Danceact Milk Inc. gearbeitet hatte, gedreht wurde, war in diesem Jahr einer der meistgespielten Videoclips auf dem flämischen Musiksender TMF. Im Ausland war Kate Ryan mit Désenchantée desgleichen sehr erfolgreich; in den Niederlanden, Spanien, Schweden und Norwegen stieg die Single im gleichen Jahr in die Top 5. In der Schweiz stand die Single 45 Wochen in der Chartwertung und zählt bis heute dort zu den 100 erfolgreichsten Singles seit dem Beginn der Ermittlung der Musikcharts im Jahre 1968.
Am 17. Juni 2002 erschien in Belgien das erste Album in Zusammenarbeit mit Phil Wilde und Andy Janssens, Different. Neben den bereits erschienenen Singles Scream for More, UR (My Love) und Désenchantée beinhaltete die CD auch die französische Version der ersten Singleauskoppelung, Mon coeur résiste encore, welche auch Ende August desselben Jahres in Belgien und später auch in einigen anderen Ländern veröffentlicht wurde. Auch eine Coverversion von Libertine, dem Song, mit dem Myléne Farmer in Frankreich im Jahre 1986 ihren Durchbruch geschafft hatte, war auf dem Album enthalten und wurde im November 2002 in Belgien und 2003 auch noch in anderen Ländern veröffentlicht und konnte sich in mehreren Ländern in den Top 20 bzw. Top 10 platzieren.
Ab Anfang 2003 wurden Désenchantée und Libertine, ebenso wie das Debütalbum Different, auch im deutschsprachigen Raum veröffentlicht, womit Ryan auch dort der Durchbruch gelang.

### 2004–2005: Zweites Album
Ende 2003 entstand (diesmal in Zusammenarbeit mit dem schwedischen Produzententeam 2n) der Song Only if I.
Das neue Album Stronger, welches parallel zu Only if I entstanden war, unterschied sich auch nicht wesentlich vom Vorgängeralbum. Jedoch konnte bis auf einige Ausnahmen nicht ganz an den früheren Erfolg angeknüpft werden. Die zweite Singleauskoppelung war The Promise You Made, eine Coverversion von Cock Robin, zu der auch eine französische Version, La promesse, aufgenommen wurde, die in Deutschland, Österreich und der Schweiz erschien. Der dazugehörige Videoclip wurde in Berlin aufgenommen. Die dritte Single war Goodbye, eine Ballade die vom Ende einer früheren Liebesbeziehung Ryans handelte.

### 2006–2007: Drittes Album und Eurovision Song Contest
Nach einem Wechsel des Produzententeams von Wilde und Janssens zu 2n (Niclas Kings und Niklas Bergwall) arbeitete Ryan schon bald an einer neuen Single, die schließlich im Februar 2006 mit dem Titel Je t’adore in Belgien in die Plattenläden kam. Die Single erreichte schon in der zweiten Verkaufswoche Goldstatus und konnte sich fünf Wochen auf Platz 1 halten. Ryan nahm wegen des großen Erfolges an der nationalen Vorentscheidung für den Eurovision Song Contest 2006 teil und gewann. Im Halbfinale am 18. Mai 2006 verpasste sie dann jedoch als Zwölftplatzierte knapp den Einzug ins Finale.
Am 15. September 2006 erschien Ryans bislang drittes Studioalbum in Belgien. Nach einem Aufruf an die Fans, den Namen des Albums zu bestimmen, wurde das Pop/Dance-Album Alive genannt (genauso wie die zweite Singleauskoppelung). In Polen erschien etwas später auch eine Spezialedition, auf der neben der normalen CD auch eine DVD mit allen Musikvideos enthalten ist. Stilistisch war eine teilweise gravierende Abkehr von den beiden früheren Alben zu merken. Musikalisch waren die Songs viel poppiger und textlich waren sie immer mehr introspektiv. Ryan verarbeitete auch ihr erneutes Erstarken nach den Problemen der Vorjahre in ihren neuen Liedern, so kam es auch zum Albumtitel Alive. Der gleichnamige Titelsong kam kurz vor dem Album auch als Single auf den Markt.
Am 12. Januar 2007 erschien die Single Alive auch in Deutschland und Österreich, zuvor schon in Spanien und Tschechien. Die Deutschland-Veröffentlichung des Albums wurde mehrfach verschoben; es erschien erst am 20. April 2007 und erreichte Platz 73 in den deutschen Album-Charts. Die Fans konnten auf Ryans deutscher Fanseite für das dort erscheinende Albumcover abstimmen. Am 27. November 2006 erschien in Belgien die dritte Singleauskoppelung namens All for You. Diese erreichte aber nur Platz 37 der belgischen Singlecharts und ist somit die bisher erfolgloseste Single von Kate Ryan. Nach langer Diskussion wurde die Single schließlich nur als Promo in Deutschland am 28. Juni 2007 auf den Markt gebracht. Sie wurde aber von den Radiostationen nicht gespielt und deshalb auch nicht veröffentlicht.
Im Juni 2007 gab Ryan ihren Vertrag mit EMI auf und unterschrieb bei ARS Entertainment, einem Sublabel von Universal. Neben diesem Wechsel der Plattenfirma hatte Kate bereits im Januar 2007 ihrem Management gekündigt und sich neue Verantwortliche gesucht.
In Deutschland ist sie bei Zeitgeist unter Vertrag.

### 2007–2010: Rückkehr zum Erfolg, das vierte Album undFrench Connection

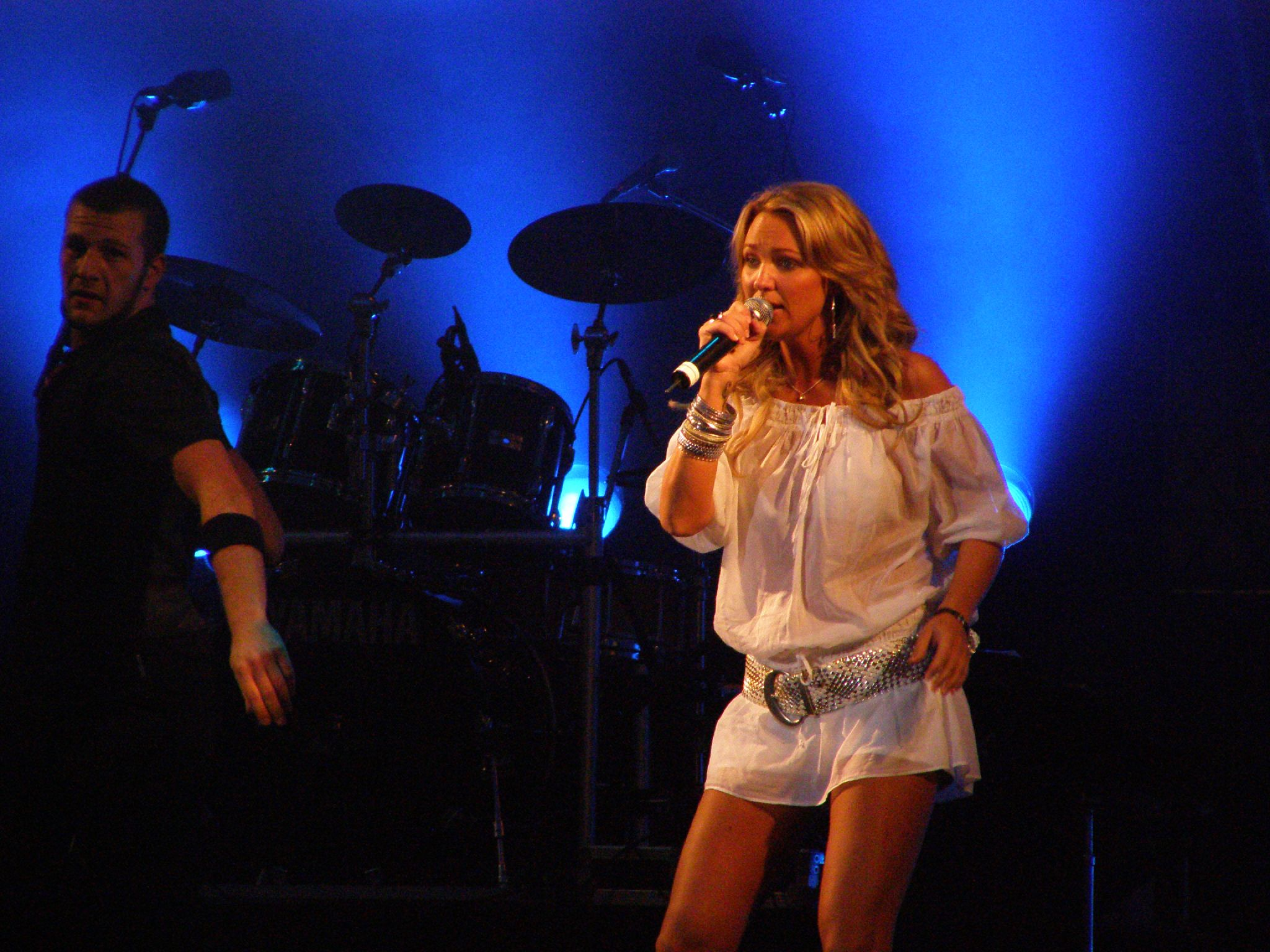
Ryan bei der Eröffnungszeremonie der EuroGames 2007 in Antwerpen

Nach dem Wechsel der Plattenfirma wurden zwei neue Songs aufgenommen: Ein Cover des Songs Voyage, Voyage der französischen Sängerin Desireless und der von Ryan selbst geschriebene We All Belong, der Titelsong zu den Eurogames 2007. Beide Songs sind auf einer Single erhältlich, die sich in Belgien im Sommer 2007 bereits auf Platz 2 behaupten konnte und Ende September schließlich Goldstatus erreichte. In den Niederlanden konnte die Single als erste seit Désenchantée wieder in die Top 20 der Charts einsteigen. Kate Ryan wurde auch für die TMF Awards 2007 in drei Kategorien nominiert. Die Single Voyage, Voyage/We All Belong erschien am 16. November auch in Deutschland, Österreich und der Schweiz, erreichte schon am zweiten Tag nach der Veröffentlichung Platz 5 der Musicload-Charts und schaffte es in Deutschland erstmals seit der Single La Promesse dreieinhalb Jahre zuvor wieder in die Top 20 der Singlecharts. Der dazugehörige Videoclip wurde in Spanien aufgenommen.
Im Februar 2008 erschien in Belgien und einigen anderen europäischen Ländern die Single L.I.L.Y. (Like I Love You).
Am 25. April 2008 wurde in Schweden die neue Single Ella, elle l’a (eine Coverversion des 80er-Hits von France Gall) veröffentlicht. Dort erreichte sie Platz 2, was für Kate Ryan ein neuer Rekord war (zuvor hielt diesen Désenchantée). In Belgien erreichte die neue Single Ella elle l’a Platz 9 und in Deutschland Platz 10 als Einstiegsplatzierung.
Voyage, voyage, L.I.L.Y. und Ella elle l’a waren die Vorboten zum neuen Album Free, das nach mehrmaligem Verschieben letztendlich am 26. Mai 2008 erschien. Das Album war verglichen mit dem Vorgänger wieder deutlich mehr von Dance Musik geprägt, wie bereits die drei Vorabsingles zeigten. Ryan gelang mit Free wieder ein größerer europaweiter Erfolg. Am 15. Juni 2008 stieg die Single Ella elle l’a in Spanien neu auf Platz 33 ein und schaffte es, Platz 23 zu erreichen. Am 15. Juli 2008 trat Ryan auch bei der spanischen Castingshow und ehemaligem Ausscheid für den Eurovision Song Contest Operatión Triunfo auf, wo sie die Songs Ella elle l’a und Tonight We Ride/No digas que no (zweiteren gemeinsam mit der spanischen Sängerin Soraya Arnelas, welcher auch auf Ryans aktuellem Album Free enthalten ist) sang. Zweitgenannter Song wurde dort auch als Promosingle veröffentlicht. Am 5. August 2008 wurde bekannt gegeben, dass als vierte Single aus dem aktuellen Album Free der Song I Surrender (eine Coverversion des gleichnamigen Songs der britischen Band Clea) ausgekoppelt wird. Er wurde am 9. August 2008 bei einem Songfestival in Westende vorgestellt. Veröffentlichungstermin für Belgien war der 22. August 2008. Der Videoclip, der in Berlin aufgenommen wurde, ist seit dem 25. August 2008 auf dem Internet-Videoportal YouTube verfügbar.
Bei den TMF Awards 2008 wurde Kate Ryan in drei Kategorien nominiert, gewann jedoch in keiner der Kategorien. Am 9. November 2008 trat sie bei den World Music Awards in Monaco auf und gewann in der Kategorie Bestverkaufender Benelux Künstler Weltweit. Neben Technotronic ist Ryan nun der bisher einzige Künstler aus Belgien, dem überhaupt so ein Preis verliehen wurde.
Im Herbst 2009 erschien mit French Connection eine Kompilation mit sämtlichen französischen Liedern von Ryan. Als Singles wurden die France-Gall-Coverversionen Babacar und Évidemment veröffentlicht. Der Erfolg war jedoch eher mäßig.

### Seit 2011
Am 14. Januar 2011 fungierte Ryan neben Jeanette Biedermann als Coach in der ORF-Castingshow Helden von morgen, wo sie mit den von ihr betreuten Kandidaten Sara Nardelli und Lukas Plöchl auch Duette sang.
Ihre Single LoveLife erschien im April 2011 und erreichte Platz 21 der belgischen Charts.
Am 25. Juni 2012 veröffentlichte Ryan ihr Album Electroshock.
Nachdem Electroshock veröffentlicht worden war, hat Ryan über Facebook ihre Absicht geäußert, keine Alben, sondern nur noch Singles zu veröffentlichen, weil sie meinte, dass sich durch iTunes die Musikindustrie verändert habe und fast niemand mehr ganze Alben kaufe. Zuerst veröffentlichte sie die Single Light in the Dark am 24. Mai 2013 und danach Heart Flow am 13. August 2013 über iTunes. Heart Flow war auch die Hymne der World Outgames 2013. Im Dezember 2013 nahm sie mit Sé que tu lluitaràs die katalanischsprachige Coverversion des Bob-Sinclar-Songs „World Hold on (Children of the Sky)“ auf. Er war auf der Compilation El Dics de la Marató 2013 (TV3) enthalten.
Am 1. September 2014 veröffentlichte Ryan einen neuen Song über iTunes, Not Alone, der ein französisch-englischer Song ist.
Im August 2015 hat Ryan die neue Single Runaway (Smalltown Boy) über iTunes veröffentlicht, die ein Cover des Songs Smalltown Boy der britischen Band Bronski Beat ist. Der Song ist auch auf der Kompilation MNM Summertime 2015 enthalten.
Im Januar 2016 veröffentlichte Ryan eine weitere Single über iTunes, diesmal eine Coverversion des Songs Wonderful Life des britischen Sängerkollegen Black. Im Juni 2016 gab sie eine neue Single über iTunes frei, Comment te dire adieu, eine Coverversion eines Liedes der französischen Sängerkollegin Françoise Hardy. Deren Lied war auch eine französischsprachige Coverversion des Songs It Hurts to Say Goodbye, der ursprünglich von der US-Sängerkollegin Margaret Whiting interpretiert wurde.
Im Januar 2020 heiratete sie ihren Freund Kristof Steegmans. 2023 trennte sie sich von ihm.

## Diskografie
Studioalben

| Jahr | Titel        | Höchstplatzierung, Gesamtwochen, AuszeichnungChartplatzierungen (Jahr, Titel, Platzierungen, Wochen, Auszeichnungen, Anmerkungen) | Höchstplatzierung, Gesamtwochen, AuszeichnungChartplatzierungen (Jahr, Titel, Platzierungen, Wochen, Auszeichnungen, Anmerkungen) | Höchstplatzierung, Gesamtwochen, AuszeichnungChartplatzierungen (Jahr, Titel, Platzierungen, Wochen, Auszeichnungen, Anmerkungen) | Höchstplatzierung, Gesamtwochen, AuszeichnungChartplatzierungen (Jahr, Titel, Platzierungen, Wochen, Auszeichnungen, Anmerkungen) | Höchstplatzierung, Gesamtwochen, AuszeichnungChartplatzierungen (Jahr, Titel, Platzierungen, Wochen, Auszeichnungen, Anmerkungen) | Anmerkungen                                            |
| Jahr | Titel        | DE | AT | CH | BEF | BEW | Anmerkungen                                            |
| ---- | ------------ | --- | --- | --- | --- | --- | ------------------------------------------------------ |
| 2002 | Different    | DE23 (52 Wo.)DE | AT26 (21 Wo.)AT | CH14 Gold · (28 Wo.)CH | BEF8 (20 Wo.)BEF | — | Erstveröffentlichung: 17. Juni 2002 Verkäufe: + 90.000 |
| 2004 | Stronger     | DE13 (14 Wo.)DE | AT43 (14 Wo.)AT | CH14 (11 Wo.)CH | BEF22 (22 Wo.)BEF | — | Erstveröffentlichung: 27. März 2004 Verkäufe: + 20.000 |
| 2006 | Alive        | DE73 (1 Wo.)DE | — | CH73 (2 Wo.)CH | BEF13 (11 Wo.)BEF | — | Erstveröffentlichung: 15. September 2006               |
| 2008 | Free         | DE47 (4 Wo.)DE | — | CH96 (1 Wo.)CH | BEF4 (18 Wo.)BEF | — | Erstveröffentlichung: 26. Mai 2008 Verkäufe: + 10.000  |
| 2012 | Electroshock | — | — | — | BEF6 (10 Wo.)BEF | — | Erstveröffentlichung: 25. Juni 2012                    |